# Diocesi di Xuân Lôc

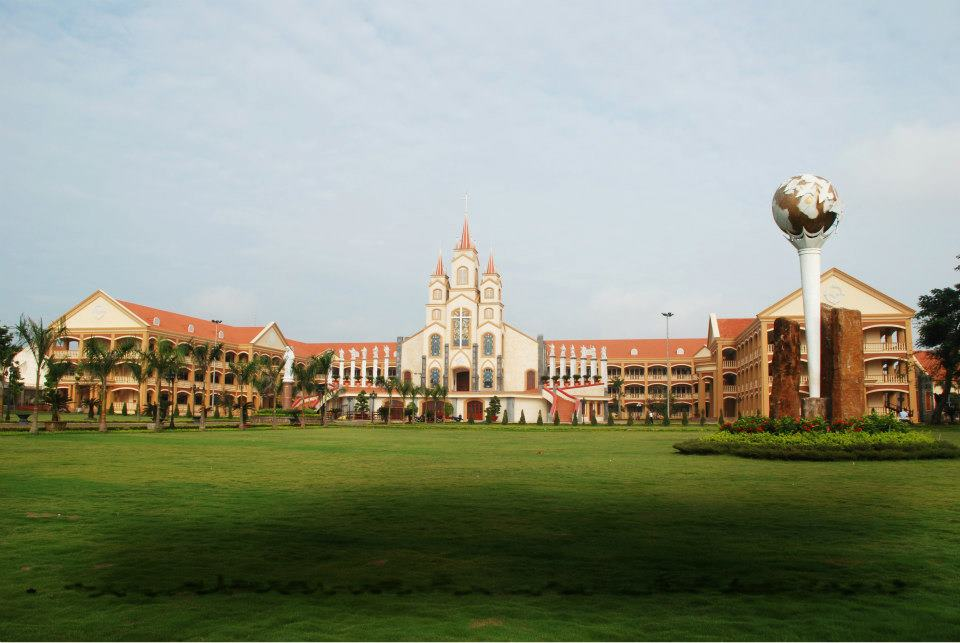
Il seminario maggiore San Giuseppe di Xuân Lôc.

La diocesi di Xuân Lôc (in latino Dioecesis Xuanlocensis) è una sede della Chiesa cattolica in Vietnam suffraganea dell'arcidiocesi di Hô Chí Minh. Nel 2022 contava 1.073.179 battezzati su 3.910.000 abitanti. È retta dal vescovo Jean Đỗ Văn Ngân.

## Territorio
La diocesi comprende la  provincia vietnamita di Dong Nai e il distretto di Di An della provincia di Binh Duong.
Sede vescovile è la città di Long Thành, dove si trova la cattedrale di Cristo Re.
Il territorio si estende su 5.964 km² ed è suddiviso in 277 parrocchie.

## Storia
La diocesi è stata eretta il 14 ottobre 1965 con la bolla Dioecesium partitiones di papa Paolo VI, ricavandone il territorio dall'arcidiocesi di Saigon (oggi arcidiocesi di Hô Chí Minh).
Il 22 novembre 2005 ha ceduto una porzione del suo territorio a vantaggio dell'erezione della diocesi di Bà Rịa.

## Cronotassi dei vescovi
Si omettono i periodi di sede vacante non superiori ai 2 anni o non storicamente accertati.
- Joseph Lê Văn Ấn † (14 ottobre 1965 - 17 giugno 1974 deceduto)
- Dominique Nguyễn Văn Lãng † (1º luglio 1974 - 22 febbraio 1988 deceduto)
- Paul Marie Nguyễn Minh Nhật † (22 febbraio 1988 succeduto - 30 settembre 2004 ritirato)
- Dominique Nguyễn Chu Trinh (30 settembre 2004 - 7 maggio 2016 ritirato)
- Joseph Đinh Đức Đạo (7 maggio 2016 succeduto - 16 gennaio 2021 ritirato)
- Jean Đỗ Văn Ngân, dal 16 gennaio 2021

## Statistiche
La diocesi nel 2022 su una popolazione di 3.910.000 persone contava 1.073.179 battezzati, corrispondenti al 27,4% del totale. La diocesi conta la più elevata proporzione di fedeli cattolici fra tutte le diocesi del Vietnam.
| anno | popolazione | popolazione | popolazione | presbiteri | presbiteri | presbiteri | presbiteri                | diaconi | religiosi | religiosi | parrocchie |
| anno | battezzati  | totale      | %           | numero     | secolari   | regolari   | battezzati per presbitero | diaconi | uomini    | donne     | parrocchie |
| ---- | ----------- | ----------- | ----------- | ---------- | ---------- | ---------- | ------------------------- | ------- | --------- | --------- | ---------- |
| 1970 | 272.646     | 796.701     | 34,2        | 158        | 134        | 24         | 1.725                     |         | 109       | 711       | 12         |
| 1979 | 500.000     | 1.340.000   | 37,3        | 323        | 265        | 58         | 1.547                     | 4       | 329       | 1.330     | 196        |
| 1993 | 762.065     | 2.650.000   | 28,8        | 276        | 221        | 55         | 2.761                     |         | 248       | 1.233     | 210        |
| 2000 | 882.750     | 2.874.686   | 30,7        | 277        | 222        | 55         | 3.186                     |         | 263       | 1.585     | 218        |
| 2001 | 908.636     | 2.902.404   | 31,3        | 301        | 237        | 64         | 3.018                     |         | 448       | 1.459     | 218        |
| 2002 | 938.060     | 2.962.016   | 31,7        | 306        | 241        | 65         | 3.065                     |         | 475       | 1.488     | 218        |
| 2003 | 954.368     | 3.034.920   | 31,4        | 329        | 261        | 68         | 2.900                     |         | 523       | 1.580     | 219        |
| 2004 | 975.033     | 3.034.020   | 32,1        | 322        | 256        | 66         | 3.028                     |         | 487       | 1.512     | 219        |
| 2005 | 762.226     | 2.186.996   | 34,9        | 268        | 223        | 45         | 2.844                     |         | 101       | 779       | 184        |
| 2010 | 861.035     | 2.432.000   | 35,4        | 373        | 271        | 102        | 2.308                     |         | 355       | 1.726     | 225        |
| 2014 | 921.489     | 3.020.800   | 30,5        | 498        | 359        | 139        | 1.850                     |         | 447       | 1.809     | 246        |
| 2017 | 976.317     | 3.269.900   | 29,9        | 571        | 414        | 157        | 1.709                     |         | 585       | 1.795     | 260        |
| 2020 | 1.030.885   | 3.823.383   | 27,0        | 619        | 432        | 187        | 1.665                     |         | 653       | 2.187     | 277        |
| 2022 | 1.073.179   | 3.910.000   | 27,4        | 651        | 465        | 186        | 1.648                     |         | 644       | 2.336     | 277        |